# 6244 Okamoto
6244 Okamoto (1990 QF) là một tiểu hành tinh vành đai chính được phát hiện ngày 20 tháng 8 năm 1990 bởi T. Seki ở Geisei.